# Wc
wc (de l'anglès word count) és una ordre utilitzada en el sistema operatiu Unix emprada per comptar el nombre de paraules que conté un o més fitxers de text.

## Mode d'ús
wc -l <fitxer> imprimeix el nombre de línies
wc -c <fitxer> imprimeix el nombre de bytes
wc -m <fitxer> imprimeix el nombre de caràcters
wc -L <fitxer> imprimeix la longitud de la línia més llarga
wc -w <fitxer> imprimeix el nombre de paraules

## Exemple d'ús
Per a comptar el nombre de línies, el nombre de paraules i el nombre de bytes dels fitxers idees.txt i excerpt.txt: 
$ wc idees.txt excerpt.txt
40 149 947 idees.txt
2294 16638 97724 excerpt.txt
2334 16787 98671 total
En la primera línia es té el comptatge del fitxer idees.txt, en la segona el comptatge de excerpt.txt i en la tercera el total dels dos fitxers. En cada línia hi ha, per aquest ordre, el nombre de línies, el nombre de paraules i el nombre de bytes.